# Accamma Cherian
Accamma Cherian, née le 14 février 1909, morte le 5 mai 1982, est une militante de l'indépendance indienne, dans l'ancien Travancore (actuel Kerala), en Inde.
Elle prend la tête du mouvement indépendantiste indien au Travancore. Dirigeant une manifestation contre laquelle la police donne l'ordre de tirer, elle exige qu'on tire d'abord sur elle comme responsable, et évite ainsi la fusillade. Le Mahatma Gandhi la surnomme la « Jhansi Rani de Travancore ». Après l'indépendance, elle est élue députée à l'assemblée de l'État, mais ne parvient pas ensuite à obtenir d'autre mandat.
Une statue d'elle est érigée et un parc porte son nom à Vellayambalam. Un film documentaire est tourné sur sa vie.

## Biographie

### Jeunesse et formation
Accamma Cherian naît le 14 février 1909 dans une famille Nasrani (Karippaparambil) à Kanjirapally, dans le Travancore. Elle est la deuxième fille de Thomman Cherian et d'Annamma Karippaparambil. Elle effectue ses études à la Government Girls High School, à Kanjirapally et au St. Joseph's High School, à Changanacherry. Elle obtient un BA en histoire du St. Teresa's College, à Ernakulam.
Après avoir terminé ses études en 1931, elle travaille comme enseignante à la St. Mary's English Medium School, Edakkara, où elle devient plus tard directrice de l'école. Elle travaille dans cette institution pendant environ six ans, et pendant cette période, elle obtient également son diplôme de LT du Tri Training College.

### Combattante de la liberté
En février 1938, le Congrès d'État de Travancore est formé et Accamma Cherian abandonne sa carrière d'enseignante pour rejoindre la lutte pour la liberté,.

#### Pour un gouvernement responsable, désobéissance civile
Sous le Congrès d'État, les habitants de Travancore lancent une campagne pour un gouvernement responsable. Le CP Ramaswami Aiyar, le Dewan de Travancore, décide de d'éradiquer l'agitation. Le 26 août 1938, il interdit le Congrès d'État qui organise alors un mouvement de désobéissance civile. Des dirigeants éminents du Congrès d'État, dont son président Pattom A. Thanu Pillai, sont arrêtés et emprisonnés. Le Congrès d'État décide de changer de méthode d'action militante. Son comité de travail est dissous et le président reçoit des pouvoirs dictatoriaux et le droit de désigner son successeur. Onze « dictateurs » (présidents) du Congrès d'État sont arrêtés l'un après l'autre. Kuttanad Ramakrishna Pillai, le onzième dictateur, avant son arrestation, nomme Accamma Cherian comme douzième dictateur.

#### Ralliement au palais Kowdiar
Accamma Cherian dirige une manifestation de masse de Thampanoor au palais Kowdiar du Maharaja Chithira Thirunal Balarama Varma pour obtenir l'annulation d'une interdiction du Congrès d'État. La foule ameutée exige également le limogeage du Dewan, le CP Ramaswami Aiyar, contre lequel les dirigeants du Congrès d’État ont porté plusieurs accusations. Le chef de la police britannique ordonne à ses hommes de tirer sur le rassemblement de plus de 20 000 personnes. Accamma Cherian s'écrie : « Je suis la chef ; tire d'abord sur moi avant de tuer les autres » (I am the leader; shoot me first before you kill others). Ses paroles courageuses forcent les autorités policières à annuler leurs ordres. En apprenant la nouvelle, le Mahatma Gandhi l'a qualifiée de « Jhansi Rani de Travancore ». Elle est arrêtée et condamnée pour avoir enfreint les ordonnances d'interdiction en 1939.

#### Formation de Desasevika Sangh
En octobre 1938, le comité de travail du Congrès d'État donne à Accamma Cherian la consigne d'organiser le Desasevika Sangh, groupe de femmes bénévoles. Elle visite divers centres et appelle les femmes à devenir membres du Desasevika Sangh.
Accamma Cherian est emprisonnée deux fois pendant cette période de la lutte pour l'indépendance.

#### Conférence annuelle du Congrès d'État
La première conférence annuelle du Congrès d'État a eu lieu à Vattiyoorkavu les 22 et 23 décembre 1938 malgré les ordonnances d'interdiction. Presque tous les dirigeants du Congrès d'État sont arrêtés et emprisonnés. Accamma Cherian, avec sa sœur Rosamma Punnose (également combattante de la liberté, députée et dirigeante du CPI de 1948), est elle aussi arrêtée, et incarcérée le 24 décembre 1939. Ils sont condamnés à un an de prison. Ils sont insultés et menacés dans la prison. En raison des instructions données par les autorités pénitentiaires, certains prisonniers utilisent des propos injurieux et vulgaires contre eux. Cette affaire est portée à la connaissance de Gandhi par Pattom A. Thanu Pillai,. CP Ramaswami Aiyar, cependant, l'a nié. Le frère d'Accamma Cherian, KC Varkey Karippaparambil, a également participé au mouvement de liberté.

#### Mouvement pour «Quit India»
Accamma Cherian, après sa libération de prison, se met à travailler à plein temps pour le Congrès d'État. En 1942, elle en devient la présidente par intérim. Dans son discours présidentiel, elle salue la résolution Quit India adoptée lors de la session historique de Bombay du Congrès national indien le 8 août 1942. Elle est arrêtée et condamnée à un an d'emprisonnement. En 1946, elle est de nouveau arrêtée et emprisonnée pendant six mois pour avoir enfreint les ordonnances d'interdiction. En 1947, elle est encore arrêtée alors qu'elle élevait la voix contre le désir du CP Ramaswami Aiyar d'un Travancore indépendant.

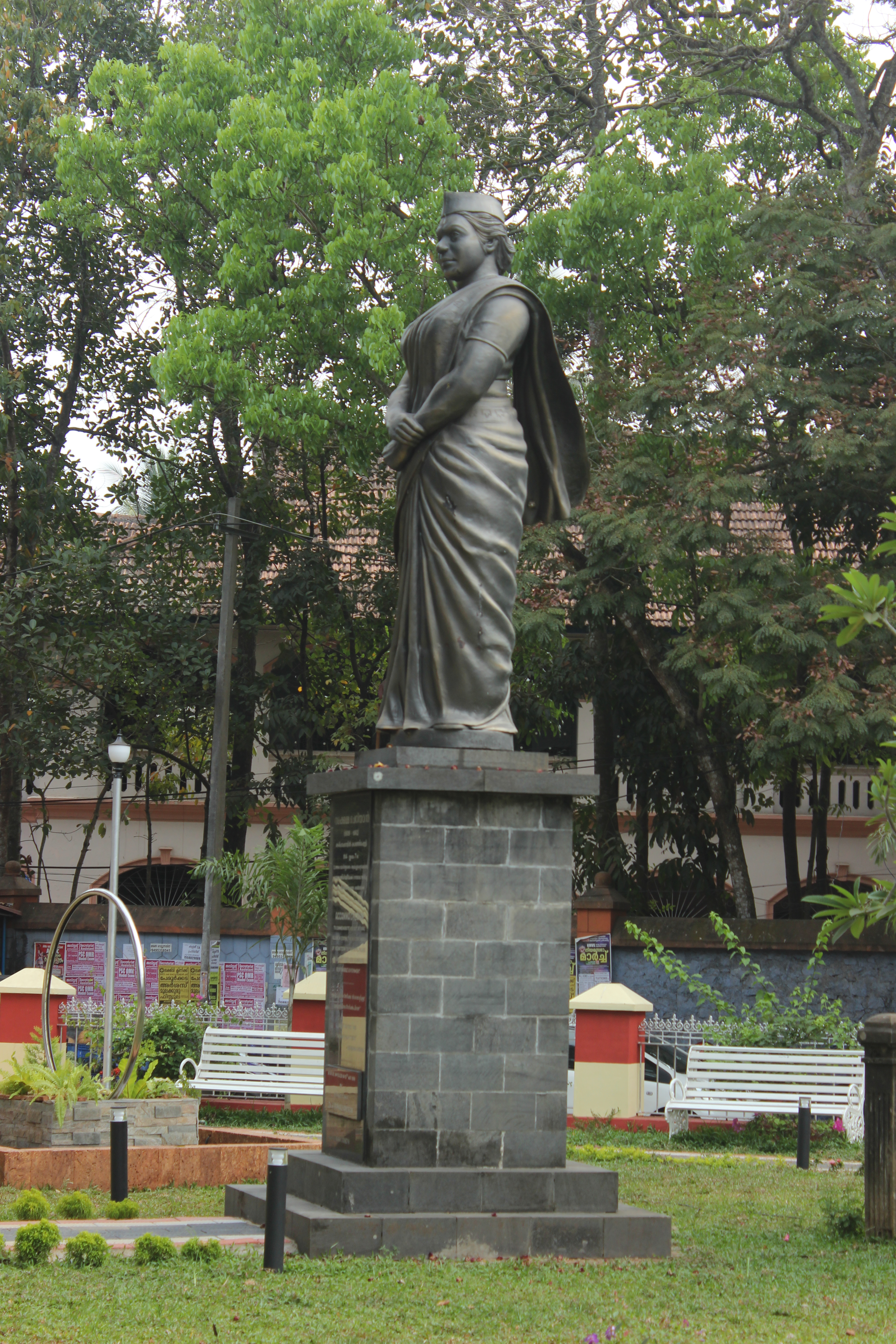
Statue d'Accamma Cherian à Vellayambalam, Thiruvananthapuram

### Dans l'Inde indépendante
En 1947, après l'indépendance de l'Inde, Accamma Cherian est élue sans opposition à l'Assemblée législative de Travancore à Kanjirapally. En 1951, elle épouse VV Varkey Mannamplackal, un combattant de la liberté et membre de l'Assemblée législative de Travancore Cochin. Ils ont un fils, George V. Varkey, qui devient ingénieur. Au début des années 1950, elle démissionne du Parti du Congrès après s'être vu refuser un mandat au Lok Sabha et en 1952, elle se présente sans succès aux élections législatives de la circonscription de Muvattupuzha en tant que candidate indépendante. Dans la première moitié des années 1950, alors que les idéologies des partis changeaient, elle s'écarte de la politique. Son mari VV Varkey Mannamplackal, Chirakkadavu sert comme député à l'Assemblée législative du Kerala de 1952 à 1954. En 1967, elle est candidate à l'élection de l'Assemblée de Kanjirapally en tant que candidate au Congrès, mais elle est battue par le candidat du Parti communiste. Plus tard, elle est membre du comité consultatif sur la pension des combattants de la liberté.

### Décès et commémoration

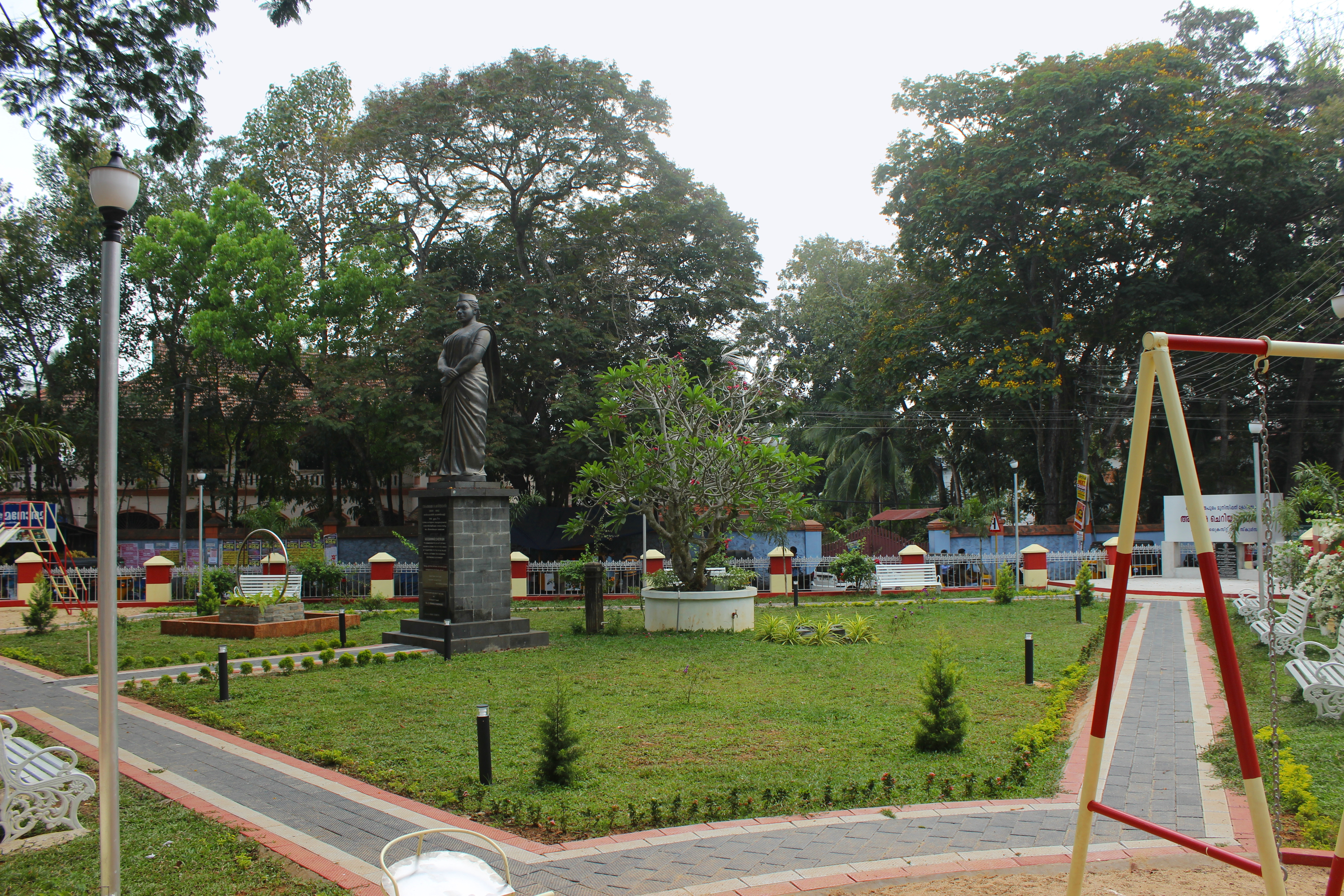
Parc Accamma Cherian, à Vellayambalam.

Accamma Cherian meurt le 5 mai 1982. Une statue est érigée en sa mémoire à Vellayambalam, Thiruvananthapuram, où un parc porte son nom. Un film documentaire est réalisé sur sa vie par Sreebala K. Menon,.